# هانس انگنس‌تانگن
هانس انگنس‌تانگن (انگلیسی: Hans Engnestangen؛ ۲۸ مارس ۱۹۰۸ – ۹ مه ۲۰۰۳ (aged 95)) اسکیت‌باز سرعت اهل نروژ بود.